# 1849 in Italia

## Avvenimenti
- gennaio: nel Regno di Sardegna si vota per la II legislatura. Nell'Isola si vota il 15 gennaio, il 22 gennaio negli Stati sardi di terraferma e nel ducato di Piacenza mentre nel Ducato di Parma si vota il 12 febbraio.

- 8 febbraio: dopo la fuga di Leopoldo II di Toscana da Firenze per Gaeta (1º - 22 febbraio[1]), è costituito un governo provvisorio (triumvirato con Guerrazzi, Mazzoni e Montanelli), che fissa per il 13 marzo le elezioni per l'assemblea costituente[2]
- 9 febbraio: proclamazione della Repubblica romana. Viene istituita una commissione esecutiva[3][4]
- 18 febbraio: A Firenze è proclamata la repubblica dai circoli popolari e dall'assemblea del popolo[5].
- 22 febbraio: la proclamazione della Repubblica Romana provoca l'intervento austriaco[6].

- 12 marzo: 
  - dissoluzione del Parlamento di Napoli[7]. In maggio, dopo la sottomissione della Sicilia, Ferdinando II abolisce la costituzione del 1848.
  - in seguito alla pressione della Camera, il re Carlo Alberto non tiene in considerazione degli avvisi dei militari e denuncia l’armistizio firmato con l’Austria[8].

- 20 marzo: ripresa della guerra d'indipendenza. Le truppe piemontesi passano il Ticino sul ponte di Buffalora[9][10].
- 21 marzo: sconfitta piemontese a Mortara[8].

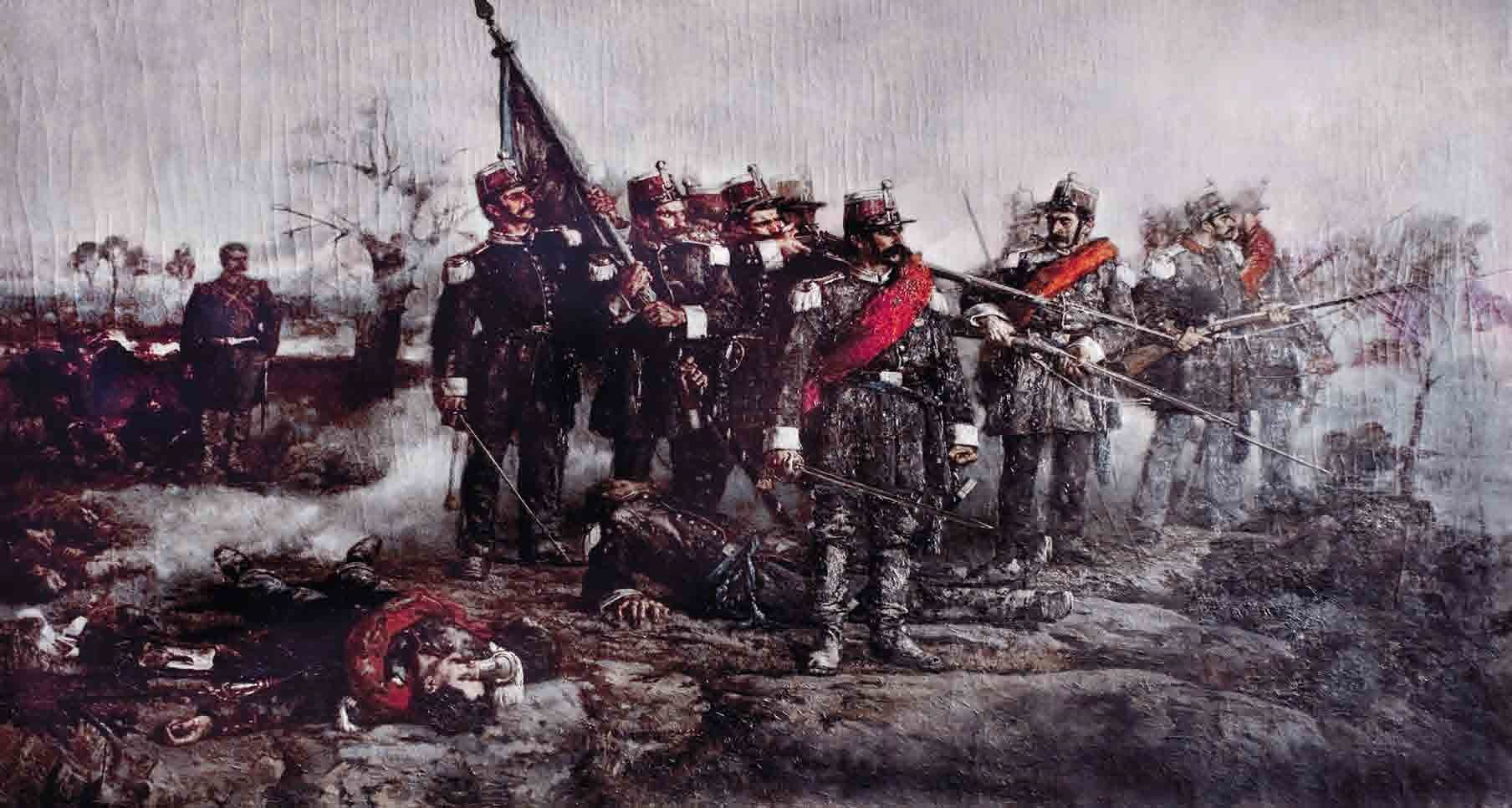
23 marzo: Novara.

- 23 marzo: sconfitta piemontese alla Battaglia di Novara[8].
- 24 marzo: Carlo Alberto chiede un nuovo armistizio, firmato a Vignale, ma le condizioni sono così dure che abdica a favore del figlio Vittorio Emanuele II, di 29 anni, che accetts l’armistizio che porta al trattato di pace del 6 agosto[11]. Gli austriaci occupano una parte del Piemonte.
- 25 marzo: inaugurazione dell’assemblea costituente in Toscana. Il 27, a lei affida la dittatura a Guerrazzi, che viene rovesciato 12 aprile[1].
- 29 marzo: un triumvirato composto da Mazzini, d’Armellini e Saffi governa la Repubblica romana[3].

- 5 - 11 aprile: repressione di una rivolta democratica a Genova dal generale piemontese La Marmora[12].
- 12 aprile: gli austriaci occupano la Toscana[2]. Entrano a Firenze il 25 maggio[1]. La formazione da parte dei moderati di una commissione governativa provvisoria non bastò a impedire l'intervento austriaco. Leopoldo II di Toscana è posto nuovamente sul suo trono[13].
- 24 aprile: sbarco di 3000 soldati francesi a Civitavecchia nello Stato pontificio (spedizione di Roma). Intervento delle truppe francesi del generale Oudinot per contrastare l’offensiva austriaca nella peninsola[14][15][16].
- 27 aprile: ingresso di Garibaldi a Roma[8].
- 30 aprile: Il génerale Oudinot che comanda le truppe francesi in Italia s’avvicina a Roma. Ora ha l'incarico di impedire il ripristino dell'autorità papale sotto il controllo esclusivo dell'Austria. I francesi vengono respinti[8][15][17].

- 9 maggio: battaglia di Palestrina: i volontari della Repubblica Romana sconfiggono l'esercito del Regno delle Due Sicilie.
- 11 maggio: capitolazione di Palermo. Il 15 Ferdinando II delle Due Sicilie pone completamente fine alla Rivoluzione siciliana del 1848. Il generale Carlo Filangieri, nominato vice-re, termina la repressione[7].
- 15 maggio: gli austriaci conquistano Bologna[3].
- 13 giugno: fallimento di una insurrezione a Parigi, diretta da Ledru-Rollin contro la spedizione di Roma[18].
- 22 giugno: gli austriaci tentano senza successo il bombardamento aereo di Venezia assediata, utilizzando piccoli palloni che trasportano bombe incendiarie dotate di micce accese[19].

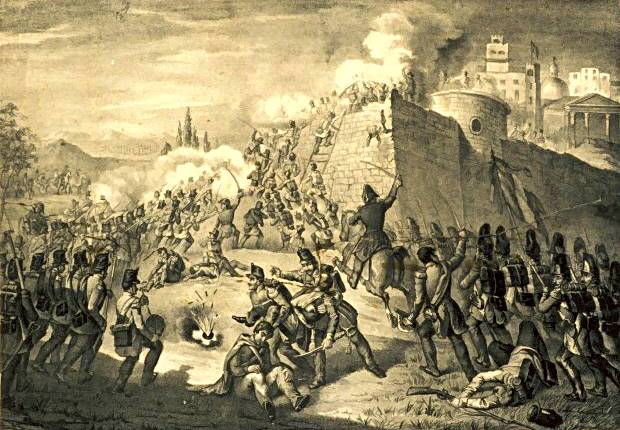
3 luglio: attacco contro le mura di Roma da parte dei francesi

- 3 luglio: Oudinot occupa Roma e pone fine alla repubblica proclamata a febbraio[8]. Pio IX torna al potere il 1° agosto[3].
- Mentre i francesi entrano a Roma, l'assemblea repubblicana approva la Costituzione[20][21]. Molti dei principi della Costituzione della Repubblica romana sono entrati in Costituzione della Repubblica italiana[22].

- 6 agosto: Pace di Milano[8]. Il Regno di Sardegna (1720-1861) rinuncia ad ogni estensione territoriale, ad ogni appoggio al movimento rivoluzionario italiano e deve pagare un'alta indennità di guerra.
- 22 agosto: gli austriaci entravano a Venezia. La Repubblica di San Marco, difesa da Manin e Pepe, è devastata dal colera e dai bombardamenti austriaci[23].

- 12 settembre: Pio IX emette un motu proprio da Portici, che instaura nello Stato pontificio un consiglio di Stato e una Consulta di Stato per le finanze, l'ampliamento delle libertà provinciali e comunali e la riforma delle leggi civili e giudiziarie vigenti[24]. Annuncia la prossima pubblicazione di leggi organiche. Sei giorni dopo, il 18 settembre, un editto della Commissione governativa regola l'amnistia[25].

- 20 novembre: proclama di Moncalieri; Vittorio Emanuele II chiede all’elettorato di sostenere la sua politica. Nella IV legislatura del Regno di Sardegna una camera moderata eletta a dicembre ratificherà il trattato di pace il 9 gennaio 1850[26].

### Politica
- 1º febbraio: inizio della II legislatura del Regno di Sardegna.
- 21 febbraio: inizio del Governo Chiodo.
- 27 marzo: inizio del Governo de Launay.
- 7 maggio: inizio del Governo D'Azeglio I.
- 30 luglio: inizio della III legislatura del Regno di Sardegna.
- 20 dicembre: inizio della IV legislatura del Regno di Sardegna.

## Cultura

### Opere create nel 1849
- 27 gennaio: La battaglia di Legnano, opera in quattro atti di Giuseppe Verdi su libretto di Salvatore Cammarano, rappresentata la prima volta al Teatro Argentina di Roma[27].

- 8 dicembre: debutto della Luisa Miller, opera in tre atti di Giuseppe Verdi, su libretto di Salvatore Cammarano, da Intrigo e amore (Kabale und Liebe  di Friedrich von Schiller, al Teatro San Carlo di Napoli.